# Heather Watson
Heather Watson (ur. 19 maja 1992 w Guernsey) – brytyjska tenisistka pochodzenia papuasko-angielskiego, zwyciężczyni Wimbledonu 2016 w grze mieszanej, mistrzyni juniorskiego US Open 2009 w grze pojedynczej, zawodniczka praworęczna z oburęcznym backhandem.

## Kariera tenisowa
Watson rozpoczęła przygodę z tenisem w wieku siedmiu lat. Jej trenerami są Dante Botini i Nick Bollettieri. W październiku 2005 zadebiutowała w juniorskich turniejach Międzynarodowej Federacji Tenisowej. Pierwszy tytuł zdobyła w czerwcu 2007 w międzynarodowych mistrzostwach Szkocji w Edynburgu. W listopadzie 2008 wygrała turniej w Méridzie, ogrywając w finale Anę Bogdan. We wrześniu 2009 zdobyła swoje pierwsze zawody wielkoszlemowe. Watson była najlepsza na kortach Flushing Meadows w Nowym Jorku, w decydującym starciu wyeliminowała Janę Buczynę.
Pierwszy turniej deblowy w gronie juniorek zdobyła w austriackim Wels, grając u boku Sally Peers. Kolejny tytuł wywalczyła w Meksyku na przełomie roku 2008 i 2009 z Chorwatką Ajlą Tomljanović. W wielkoszlemowym French Open partnerowała Tímei Babos i tenisistki doszły do finału, pokonane przez Elenę Bogdan i Noppawan Lertcheewakarn. Watson kilkanaście dni później, razem z Magdą Linette, triumfowała w Roehampton.
W 2011 roku zadebiutowała w barwach Wielkiej Brytanii w rozgrywkach Pucharu Federacji.
W 2012 roku wygrała swój pierwszy tytuł deblowy – razem z Mariną Erakovic pokonały w finale turnieju w Stanford Jarmilę Gajdošovą i Vanię King wynikiem 7:5, 7:6(7). Kolejny tytuł wywalczyła miesiąc później w Dallas. Razem z Erakovic zwyciężyły 6:3, 6:0 z parą Līga Dekmeijere i Irina Falconi. We wrześniu razem z Alicją Rosolską osiągnęła finał turnieju w Québecu, gdzie uległy 6:7(5), 7:6(6), 7–10 parze Tatjana Malek–Kristina Mladenovic. W październiku wystąpiła w turnieju International w Osace. W rozgrywkach singlowych odniosła pierwsze zawodowe zwycięstwo, pokonując w meczu mistrzowskim Chang Kai-chen wynikiem 7:5, 5:7, 7:6(4). W grze podwójnej w parze z Kimiko Date-Krumm nie sprostały deblowi Raquel Kops-Jones–Abigail Spears, przegrywając spotkanie 1:6, 4:6.
W marcu 2013 roku Watson poinformowała o zdiagnozowaniu u niej mononukleozy zakaźnej, zakaźnej choroby wirusowej skutkującej osłabieniem organizmu, która wymusiła na tenisistce czasowe przerwanie kariery.
W sezonie 2014 razem z Aleksandrą Panową odniosły triumf w zawodach w Baku. W meczu mistrzowskim pokonały Ralucę Olaru i Szachar Pe’er 6:2, 7:6(3). W 2015 roku Brytyjka zwyciężyła w zawodach w Hobart, w finale pokonując Madison Brengle 6:3, 6:4.
W marcu 2016 roku Watson wygrała po raz trzeci w rozgrywkach WTA Tour, tym razem w Monterrey, gdzie w meczu mistrzowskim pokonała Kirsten Flipkens 3:6, 6:2, 6:3. W lipcu odniosła triumf w rozgrywkach wielkoszlemowych na Wimbledonie w grze mieszanej. Razem z Henrim Kontinenem pokonali w finale Annę-Lenę Grönefeld i Roberta Faraha 7:6(5), 6:4

## Historia występów wielkoszlemowych
Legenda
     W, wygrany turniej
     F, przegrana w finale
     SF, przegrana w półfinale
     QF, przegrana w ćwierćfinale
     xR, przegrana w x rundzie
     Qx, przegrana w x rundzie kwalifikacji
     A, brak startu
     NH, turniej nie odbył się

### Występy w grze pojedynczej
| Australian Open        | A   | A   | Q2 | 1R | 3R  | 1R | 1R | 1R | 2R | 1R  | 1R | 2R | 2R | 2R  | Q1  | Q1  | Q2 | 0 / 11 | 6 – 11  |  |  |  |  |  |  |  |  |  |
| French Open            | A   | A   | 2R | 2R | 1R  | 2R | 2R | 2R | Q3 | 2R  | Q2 | 1R | 1R | 1R  | Q1  | Q1  |    | 0 / 10 | 6 – 10  |  |  |  |  |  |  |  |  |  |
| Wimbledon              | A   | 1R  | 1R | 3R | 1R  | 2R | 3R | 1R | 3R | 1R  | 2R | NH | 1R | 4R  | 1R  | 1R  |    | 0 / 14 | 11 – 14 |  |  |  |  |  |  |  |  |  |
| US Open                | A   | Q1  | 1R | 1R | 1R  | 1R | 1R | 1R | 1R | 1R  | Q1 | 1R | 1R | Q3  | Q1  | Q2  |    | 0 / 10 | 0 – 10  |  |  |  |  |  |  |  |  |  |
|                        |     |     |    |    |     |    |    |    |    |     |    |    |    |     |     |     |    |        |         |  |  |  |  |  |  |  |  |  |
| Ranking na koniec roku | 588 | 176 | 92 | 49 | 119 | 50 | 54 | 77 | 74 | 101 | 92 | 59 | 73 | 133 | 169 | 140 |    | 0 / 45 | 23 – 45 |  |  |  |  |  |  |  |  |  |

### Występy w grze podwójnej
| Australian Open        | A   | A   | A   | A  | 1R  | A   | 2R  | 2R | 1R  | 1R | 1R  | A   | 3R  | 2R  | 1R | 1R | 1R | 0 / 11 | 5 – 11  |  |  |  |  |  |  |  |  |  |
| French Open            | A   | A   | A   | A  | 1R  | A   | 1R  | 1R | 1R  | 2R | 1R  | 1R  | 1R  | 2R  | A  | 1R |    | 0 / 10 | 2 – 10  |  |  |  |  |  |  |  |  |  |
| Wimbledon              | A   | 2R  | 1R  | 1R | 1R  | 1R  | 2R  | 3R | 2R  | QF | 1R  | NH  | 3R  | 3R  | 2R | 1R |    | 0 / 14 | 12 – 14 |  |  |  |  |  |  |  |  |  |
| US Open                | A   | A   | A   | 1R | 1R  | 1R  | A   | 2R | 1R  | 1R | A   | A   | A   | A   | 2R | 3R |    | 0 / 8  | 4 – 8   |  |  |  |  |  |  |  |  |  |
|                        |     |     |     |    |     |     |     |    |     |    |     |     |     |     |    |    |    |        |         |  |  |  |  |  |  |  |  |  |
| Ranking na koniec roku | 589 | 254 | 172 | 52 | 135 | 131 | 102 | 72 | 123 | 50 | 113 | 163 | 112 | 115 | 88 | 57 |    | 0 / 42 | 22 – 42 |  |  |  |  |  |  |  |  |  |

### Występy w grze mieszanej
| Australian Open | A | A | A  | A  | A  | A  | A  | A | A  | A  | A  | A  | A  | A | A  | QF | A | 0 / 1  | 2 – 1   |  |  |  |  |  |  |  |  |  |
| French Open     | A | A | A  | A  | 1R | A  | A  | A | A  | A  | A  | NH | A  | A | A  | 2R |   | 0 / 2  | 1 – 2   |  |  |  |  |  |  |  |  |  |
| Wimbledon       | A | A | 2R | 2R | 2R | 1R | 1R | W | F  | 3R | 2R | NH | 1R | A | 2R | 2R |   | 1 / 12 | 16 – 11 |  |  |  |  |  |  |  |  |  |
| US Open         | A | A | A  | A  | A  | A  | A  | A | 1R | A  | A  | NH | A  | A | A  | A  |   | 0 / 1  | 0 – 1   |  |  |  |  |  |  |  |  |  |
|                 |   |   |    |    |    |    |    |   |    |    |    |    |    |   |    |    |   |        |         |  |  |  |  |  |  |  |  |  |
|                 |   |   |    |    |    |    |    |   |    |    |    |    |    |   |    |    |   | 1 / 16 | 19 – 15 |  |  |  |  |  |  |  |  |  |

## Finały turniejów WTA
| Legenda                     | Legenda |
| --------------------------- | ------- |
| Wielki Szlem                |         |
| Igrzyska olimpijskie        |         |
| WTA Tour Championships      |         |
| 2009 – 2020                 |         |
| WTA Premier Mandatory       |         |
| WTA Premier 5               |         |
| WTA Premier                 |         |
| WTA International Series    |         |
| WTA 125K series (2012–2020) |         |
| od 2021                     |         |
| WTA 1000 (obowiązkowe)      |         |
| WTA 1000 (nieobowiązkowe)   |         |
| WTA 500                     |         |
| WTA 250                     |         |
| WTA 125                     |         |

### Gra pojedyncza 5 (4–1)
| Końcowy wynik | Nr | Data                 | Turniej   | Nawierzchnia | Przeciwniczka          | Wynik finału     |
| ------------- | -- | -------------------- | --------- | ------------ | ---------------------- | ---------------- |
| Zwyciężczyni  | 1. | 14 października 2012 | Osaka     | Twarda       | Chang Kai-chen         | 7:5, 5:7, 7:6(4) |
| Zwyciężczyni  | 2. | 17 stycznia 2015     | Hobart    | Twarda       | Madison Brengle        | 6:3, 6:4         |
| Zwyciężczyni  | 3. | 6 marca 2016         | Monterrey | Twarda       | Kirsten Flipkens       | 3:6, 6:2, 6:3    |
| Finalistka    | 1. | 13 października 2019 | Tiencin   | Twarda       | Rebecca Peterson       | 4:6, 4:6         |
| Zwyciężczyni  | 4. | 29 lutego 2020       | Acapulco  | Twarda       | Leylah Annie Fernandez | 6:4, 6:7(8), 6:1 |

### Gra podwójna 14 (5–9)
| Końcowy wynik | Nr | Data                 | Turniej    | Nawierzchnia    | Partnerka          | Przeciwniczki                             | Wynik finału         |
| ------------- | -- | -------------------- | ---------- | --------------- | ------------------ | ----------------------------------------- | -------------------- |
| Zwyciężczyni  | 1. | 15 lipca 2012        | Stanford   | Twarda          | Marina Erakovic    | Jarmila Gajdošová Vania King              | 7:5, 7:6(7)          |
| Zwyciężczyni  | 2. | 24 sierpnia 2012     | Dallas     | Twarda          | Marina Erakovic    | Līga Dekmeijere Irina Falconi             | 6:3, 6:0             |
| Finalistka    | 1. | 16 września 2012     | Québec     | Dywanowa (hala) | Alicja Rosolska    | Tatjana Malek Kristina Mladenovic         | 6:7(5), 7:6(6), 7–10 |
| Finalistka    | 2. | 14 października 2012 | Osaka      | Twarda          | Kimiko Date-Krumm  | Raquel Kops-Jones Abigail Spears          | 1:6, 4:6             |
| Zwyciężczyni  | 3. | 27 lipca 2014        | Baku       | Twarda          | Aleksandra Panowa  | Raluca Olaru Szachar Pe’er                | 6:2, 7:6(3)          |
| Finalistka    | 3. | 16 października 2016 | Hongkong   | Twarda          | Naomi Broady       | Chan Hao-ching Chan Yung-jan              | 3:6, 1:6             |
| Zwyciężczyni  | 4. | 3 marca 2018         | Acapulco   | Twarda          | Tatjana Maria      | Kaitlyn Christian Sabrina Santamaria      | 7:5, 2:6, 10–2       |
| Finalistka    | 4. | 17 czerwca 2018      | Nottingham | Trawiasta       | Mihaela Buzărnescu | Alicja Rosolska Abigail Spears            | 3:6, 6:7(5)          |
| Finalistka    | 5. | 24 lutego 2019       | Budapeszt  | Twarda (hala)   | Fanny Stollár      | Jekatierina Aleksandrowa Wiera Zwonariowa | 4:6, 6:4, 7–10       |
| Finalistka    | 6. | 20 marca 2021        | Monterrey  | Twarda          | Zheng Saisai       | Caroline Dolehide Asia Muhammad           | 2:6, 3:6             |
| Finalistka    | 7. | 18 czerwca 2023      | Nottingham | Trawiasta       | Harriet Dart       | Ulrikke Eikeri Ingrid Neel                | 6:7(6), 7:5, 8–10    |
| Zwyciężczyni  | 5. | 30 lipca 2023        | Warszawa   | Twarda          | Yanina Wickmayer   | Weronika Falkowska Katarzyna Piter        | 6:4, 6:4             |
| Finalistka    | 8. | 7 stycznia 2024      | Brisbane   | Twarda          | Greet Minnen       | Ludmyła Kiczenok Jeļena Ostapenko         | 5:7, 2:6             |
| Finalistka    | 9. | 11 lutego 2024       | Abu Zabi   | Twarda          | Linda Nosková      | Sofia Kenin Bethanie Mattek-Sands         | 4:6, 6:7(4)          |

### Gra mieszana 2 (1–1)
| Końcowy wynik | Nr | Data          | Turniej   | Nawierzchnia | Partner        | Przeciwnicy                      | Wynik finału |
| ------------- | -- | ------------- | --------- | ------------ | -------------- | -------------------------------- | ------------ |
| Zwyciężczyni  | 1. | 10 lipca 2016 | Wimbledon | Trawiasta    | Henri Kontinen | Anna-Lena Grönefeld Robert Farah | 7:6(5), 6:4  |
| Finalistka    | 1. | 16 lipca 2017 | Wimbledon | Trawiasta    | Henri Kontinen | Martina Hingis Jamie Murray      | 4:6, 4:6     |

## Finały turniejów WTA 125

### Gra podwójna 2 (0–2)
| Końcowy wynik | Nr | Data                 | Turniej | Nawierzchnia  | Partnerka          | Przeciwniczki                          | Wynik finału |
| ------------- | -- | -------------------- | ------- | ------------- | ------------------ | -------------------------------------- | ------------ |
| Finalistka    | 1. | 29 października 2023 | Tampico | Twarda        | Sabrina Santamaria | Kamilla Rachimowa Anastasija Tichonowa | 6:7(5), 2:6  |
| Finalistka    | 2. | 2 grudnia 2023       | Andora  | Twarda (hala) | Tímea Babos        | Erika Andriejewa Céline Naef           | 1:6, 2:6     |

## Finały turniejów ITF
| turnieje z pulą nagród 100 000 $ (W100)  |
| turnieje z pulą nagród 75/80 000 $ (W80) |
| turnieje z pulą nagród 50/60 000 $ (W75) |
| turnieje z pulą nagród 40 000 $ (W50)    |
| turnieje z pulą nagród 25 000 $ (W35)    |
| turnieje z pulą nagród 15 000 $ (W15)    |
| turnieje z pulą nagród 10 000 $          |

### Gra pojedyncza 16 (8–8)
| Rezultat     |    | Data       | Turniej        | ($)      | Naw.          | Przeciwniczka        | Wynik            |
| Zwyciężczyni | 1. | 19/07/2009 | Frinton-on-Sea | 10 000   | Trawiasta     | Anna Fitzpatrick     | 4:6, 6:4, 6:2    |
| Zwyciężczyni | 2. | 25/07/2010 | Wrexham        | 25 000   | Twarda        | Sania Mirza          | 6:2, 6:4         |
| Zwyciężczyni | 3. | 07/11/2010 | Toronto        | 50 000   | Twarda        | Alizé Lim            | 6:3, 6:3         |
| Finalistka   | 1. | 25/09/2011 | Shrewsbury     | 75 000   | Twarda        | Mona Barthel         | 6:0, 6:3         |
| Zwyciężczyni | 4. | 16/02/2014 | Midland        | 100 000  | Twarda (hala) | Ksienija Pierwak     | 6:4, 6:0         |
| Zwyciężczyni | 5. | 18/05/2014 | Praga          | 100 000  | Ceglana       | Anna Schmiedlová     | 7:6(5), 6:0      |
| Finalistka   | 2. | 11/06/2017 | Surbiton       | 100 000  | Trawiasta     | Magdaléna Rybáriková | 4:6, 5:7         |
| Finalistka   | 3. | 19/08/2018 | Vancouver      | 100 000  | Twarda        | Misaki Doi           | 7:6(4), 1:6, 4:6 |
| Zwyciężczyni | 6. | 12/05/2019 | Fukuoka        | 60 000   | Dywanowa      | Zarina Dijas         | 7:6(1), 7:6(4)   |
| Zwyciężczyni | 7. | 18/08/2019 | Vancouver      | 100 000  | Twarda        | Sara Sorribes Tormo  | 7:5, 6:4         |
| Finalistka   | 4. | 23/10/2022 | Glasgow        | 60 000   | Twarda (hala) | Yuriko Miyazaki      | 7:5, 6:7(2), 2:6 |
| Finalistka   | 5. | 19/02/2023 | Glasgow        | 25 000   | Twarda (hala) | Marie Benoît         | 3:6, 6:4, 6:1    |
| Finalistka   | 6. | 30/04/2023 | Calvi          | 40 000+H | Twarda        | Lucrezia Stefanini   | 6:2, 3:6, 6:3    |
| Finalistka   | 7. | 18/02/2024 | Roehampton     | 40 000   | Twarda (hala) | Lulu Sun             | 5:7, 5:7         |
| Zwyciężczyni | 8. | 21/07/2024 | Nottingham     | 40 000   | Twarda        | Manon Léonard        | 6:3, 6:0         |
| Finalistka   | 8. | 20/10/2024 | Shrewsbury     | 100 000  | Twarda        | Sonay Kartal         | 5:7, 1:4 krecz   |

### Gra podwójna 8 (4–4)
| Rezultat     |    | Data       | Turniej        | ($)     | Naw.          | Partnerka        | Przeciwniczki                      | Wynik          |
| Finalistka   | 1. | 12/03/2012 | Clearwater     | 25 000  | Twarda        | Naomi Broady     | Ekaterine Gorgodze Alona Sotnikowa | 3:6, 2:6       |
| Finalistka   | 2. | 10/06/2012 | Nottingham     | 75 000  | Trawiasta     | Laura Robson     | Eleni Daniilidu Casey Dellacqua    | 4:6, 2:6       |
| Zwyciężczyni | 1. | 16/02/2014 | Midland        | 100 000 | Twarda (hala) | Anna Tatishvili  | Sharon Fichman Maria Sanchez       | 7:5, 5:7, 10–6 |
| Zwyciężczyni | 2. | 20/05/2017 | Trnawa         | 100 000 | Ceglana       | Naomi Broady     | Chuang Chia-jung Renata Voráčová   | 6:3, 6:2       |
| Zwyciężczyni | 3. | 11/05/2019 | Fukuoka        | 60 000  | Dywanowa      | Naomi Broady     | Kristie Ahn Alison Bai             | walkower       |
| Finalistka   | 3. | 07/06/2019 | Surbiton       | 100 000 | Trawiasta     | Yanina Wickmayer | Jennifer Brady Caroline Dolehide   | 3:6, 4:6       |
| Zwyciężczyni | 4. | 14/10/2023 | Quinta do Lago | 40 000  | Twarda        | Olivia Gadecki   | Francisca Jorge Matilde Jorge      | 6:4, 6:1       |
| Finalistka   | 4. | 10/12/2023 | Dubaj          | 100 000 | Twarda        | Olivia Nicholls  | Tímea Babos Wiera Zwonariowa       | 1:6, 6:2, 7–10 |

## Występy w igrzyskach olimpijskich

### Gra pojedyncza
| Runda                                                                                    | Przeciwniczka                    | Wynik            |
| ---------------------------------------------------------------------------------------- | -------------------------------- | ---------------- |
|                                                                                          |                                  |                  |
| Letnie Igrzyska Olimpijskie w Londynie 2012, reprezentując państwo Wielka Brytania [Alt] |                                  |                  |
| I runda                                                                                  | Hiszpania: Sílvia Soler Espinosa | 6:2, 6:2         |
| II runda                                                                                 | Rosja: Marija Kirilenko [14]     | 3:6, 2:6         |
|                                                                                          |                                  |                  |
| Letnie Igrzyska Olimpijskie w Rio de Janeiro 2016, reprezentując państwo Wielka Brytania |                                  |                  |
| I runda                                                                                  | Chiny: Peng Shuai                | 6:4, 6:7(5), 6:3 |
| II runda                                                                                 | Ukraina: Elina Switolina         | 3:6, 6:1, 3:6    |
|                                                                                          |                                  |                  |
| Letnie Igrzyska Olimpijskie w Tokio 2020, reprezentując państwo Wielka Brytania          |                                  |                  |
| I runda                                                                                  | Niemcy Anna-Lena Friedsam        | 6:7(5), 3:6      |

### Gra podwójna
| Runda                                                                                    | Partnerka     | Przeciwniczki                                       | Wynik         |
| ---------------------------------------------------------------------------------------- | ------------- | --------------------------------------------------- | ------------- |
|                                                                                          |               |                                                     |               |
| Letnie Igrzyska Olimpijskie w Londynie 2012, reprezentując państwo Wielka Brytania       |               |                                                     |               |
| I runda                                                                                  | Laura Robson  | Niemcy: Angelique Kerber / Sabine Lisicki [5]       | 6:1, 4:6, 3:6 |
|                                                                                          |               |                                                     |               |
| Letnie Igrzyska Olimpijskie w Rio de Janeiro 2016, reprezentując państwo Wielka Brytania |               |                                                     |               |
| I runda                                                                                  | Johanna Konta | Serbia: Jelena Janković / Aleksandra Krunić         | 6:2, 6:1      |
| II runda                                                                                 | Johanna Konta | Chińskie Tajpej: Chan Hao-ching / Chan Yung-jan [3] | 6:3, 0:6, 4:6 |
|                                                                                          |               |                                                     |               |
| Letnie Igrzyska Olimpijskie w Paryżu 2024, reprezentując państwo Wielka Brytania         |               |                                                     |               |
| I runda                                                                                  | Katie Boulter | Niemcy: Angelique Kerber / Laura Siegemund [PR]     | 6:2, 6:3      |
| II runda                                                                                 | Katie Boulter | Brazylia: Beatriz Haddad Maia / Luisa Stefani [6]   | 6:3, 6:4      |
| Ćwierćfinał                                                                              | Katie Boulter | Włochy: Sara Errani / Jasmine Paolini [3]           | 3:6, 1:6      |

### Gra mieszana
| Runda                                                                                    | Partner           | Przeciwnicy                                        | Wynik          |
| ---------------------------------------------------------------------------------------- | ----------------- | -------------------------------------------------- | -------------- |
|                                                                                          |                   |                                                    |                |
| Letnie Igrzyska Olimpijskie w Rio de Janeiro 2016, reprezentując państwo Wielka Brytania |                   |                                                    |                |
| I runda                                                                                  | Andy Murray [Alt] | Hiszpania: Carla Suárez Navarro / David Ferrer     | 6:3, 6:3       |
| Ćwierćfinał                                                                              | Andy Murray [Alt] | Indie: Sania Mirza / Rohan Bopanna [4]             | 4:6, 4:6       |
|                                                                                          |                   |                                                    |                |
| Letnie Igrzyska Olimpijskie w Paryżu 2024, reprezentując państwo Wielka Brytania         |                   |                                                    |                |
| I runda                                                                                  | Joe Salisbury     | Kanada: Gabriela Dabrowski / Félix Auger-Aliassime | 5:7, 6:4, 3–10 |

## Finały juniorskich turniejów wielkoszlemowych

### Gra pojedyncza (1)
| Końcowy wynik | Rok  | Turniej | Nawierzchnia | Przeciwniczka | Wynik finału |
| Zwyciężczyni  | 2009 | US Open | Twarda       | Jana Buczina  | 6:4, 6:1     |

## Finały juniorskich turniejów wielkoszlemowych

### Gra podwójna (1)
| Końcowy wynik | Rok  | Turniej     | Nawierzchnia | Partnerka   | Przeciwniczki                        | Wynik finału   |
| Finalistka    | 2009 | French Open | Ceglana      | Tímea Babos | Elena Bogdan Noppawan Lertcheewakarn | 6:3, 3:6, 8–10 |